# 伊列沙河
伊列沙河（羅馬化：Ilesha）是俄羅斯的河流，位於阿爾漢格爾斯克州，是皮涅加河的右支流，河道全長204公里，流域面積2,250平方公里，全年大部分時間被冰封。